# Anna Pettersson Westerberg
Anna Christina Kerstin Pettersson Westerberg, född 11 oktober 1974 i Delsbo, är en svensk ämbetsman.
Anna Pettersson Westerberg blev filosofie kandidat i nationalekonomi vid Umeå universitet 1998 och arbetade 1998–2000 vid Riksförsäkringsverket som byråsekreterare och byrådirektör samt därefter i Finansdepartementet fram till 2010 som ämnesråd, biträdande enhetschef och kansliråd. Hon tjänstgjorde som utredningssekreterare i Socialförsäkringsutredningen 2004–2006.
Hon var statssekreterare i Socialdepartementet 2010–2014. Därefter var hon enhetschef och avdelningschef på Riksrevisionen 2015–2017. Hon var vice ordförande i Finansinspektionens styrelse 2015–2016, styrelseledamot i minPension i Sverige AB 2017–2019. Pettersson Westerberg var chefsekonom vid Svensk Försäkring 2017–2019 och styrelseledamot i Föreningen för god sed på värdepappersmarknaden 2018–2019. Hon var chef för Moderaternas riksdagskansli 2019–2022 och statssekreterare hos socialförsäkringsminister Anna Tenje 2022–2024.
Anna Pettersson Westerberg utsågs 2024 till generaldirektör och chef för Pensionsmyndigheten.